# Леоново (Сергиево-Посадский район)
Леоново — деревня в Сергиево-Посадском районе Московской области России, входит в состав сельского поселения Березняковское.

## Население
| 1859 | 1895 | 1905 | 1926 | 2002 | 2006 | 2010 |
| ---- | ---- | ---- | ---- | ---- | ---- | ---- |
| 158  | ↗174 | ↗220 | ↘188 | ↘21  | ↘18  | ↗44  |

## География
Деревня Леоново расположена на севере Московской области, в юго-восточной части Сергиево-Посадского района, на Большом кольце Московской железной дороги, примерно в 65 км к северу от Московской кольцевой автодороги и 12 км к северо-востоку от железнодорожной станции Сергиев Посад Ярославского направления.
В 1,5 км юго-восточнее деревни проходит Ярославское шоссе М8, в 4 км к юго-западу — Московское большое кольцо А108. Ближайшие сельские населённые пункты — село Бужаниново, деревни Дубининское и Митино.
К деревне приписано восемь садоводческих товариществ (СНТ).

## История
В «Списке населённых мест» 1862 года — казённая деревня 2-го стана Александровского уезда Владимирской губернии по правую сторону Ярославского шоссе от границы Дмитровского уезда к Переяславскому, в 28 верстах от уездного города и 35 верстах от становой квартиры, при пруде и колодце, с 22 дворами и 158 жителями (78 мужчин, 80 женщин).
По данным на 1895 год — деревня Рогачёвской волости Александровского уезда с 174 жителями (84 мужчины, 90 женщин). Основным промыслом населения являлось хлебопашество, в зимнее время женщины и подростки занимались размоткой шёлка и клеением гильз, 33 человека уезжали в качестве легковых извозчиков и трактирной прислуги на отхожий промысел в Москву и Сергиевский посад.
По материалам Всесоюзной переписи населения 1926 года — центр Леоновского сельсовета Рогачёвской волости Сергиевского уезда Московской губернии в 3,7 км от Ярославского шоссе и 16 км от станции Сергиево Северной железной дороги; проживало 188 человек (94 мужчины, 94 женщины), насчитывалось 37 крестьянских хозяйств.
С 1929 года — населённый пункт Московской области в составе:
- Леоновского сельсовета Сергиевского района (1929—1930)[13],
- Леоновского сельсовета Загорского района (1930—1954)[14],
- Бужаниновского сельсовета Загорского района (1954—1963, 1965—1991)[14][15][16],
- Бужаниновского сельсовета Мытищинского укрупнённого сельского района (1963—1965)[15],
- Бужаниновского сельсовета Сергиево-Посадского района (1991—1994)[16],
- Бужаниновского сельского округа Сергиево-Посадского района (1994—2006)[17],
- сельского поселения Березняковское Сергиево-Посадского района (2006 — н. в.)[18][19].